# 나고야 방언
나고야 방언(名古屋弁 나고야벤[*])은 일본 아이치현 서부(오와리국)에서 사용되는 일본어의 방언이다. 기후현의 미노 방언 등과 같이 도카이토산 방언의 기후·아이치 방언 그룹에 속하고 있다.
작게는 나고야시 중심부에서 사용되는 방언을 가리키지만, 넓게는 주변 지역에서 사용되는 오와리 방언과 지타 방언을 포함하기도 한다.
같은 아이치현이라도 동부(구 미카와국이나 누카타현)에서 말하는 방언은 미카와 방언이며, 나고야 방언과는 악센트·표현 모두 다른 점이 많다. 한편, 나고야 방언은 기후현의 미노 방언과 공통점이 많다.
나고야 방언은 에도 시대에 당시의 신흥 도시인 나고야는 에도, 전국에서 유입된 주민의 방언이 혼교해 성립했다는 도쿄 방언과 공통된 역사를 가진다. 문법의 근간은 공통어와 동일하며, 공통어를 대상으로 한 일반적인 문법 용어·분류를 그대로 적용할 수 있다.

## 같이 보기
- 가와무라 다카시 (1948년)